# Dmitri Baltermants
Dmitri Nikolaïevitch Baltermants (en russe : Дмитрий Николаевич Бальтерманц) est un photographe russe né le 13 mai 1912 à Varsovie. Il est mort le 11 juin 1990.

## Biographie
D'abord mathématicien, il commence sa carrière de photographe en 1939.
Baltermants est photographe pendant la Seconde Guerre mondiale
Représentant du réalisme socialiste, imprégné des leçons des constructivistes, il prendra des clichés de Staline, Khrouchtchev, Brejnev et Gorbatchev.
Dmitri Baltermants est inhumé au cimetière Vostriakovo à Moscou.